# Europamästerskapen i bancykling 2023
Europamästerskapen i bancykling 2023 hölls mellan den 8 och 12 februari 2023 i Tissot Velodrome i Grenchen i Schweiz. Det var den 13:e upplagan av europamästerskapen i bancykling.

## Grenar
| Gren                       | Guld                                                                             | Guld                           | Silver                                                                                     | Silver                       | Brons                                                                                   | Brons                            |
| Herrar                     |                                                                                  |                                |                                                                                            |                              |                                                                                         |                                  |
| Sprint                     | Harrie Lavreysen Nederländerna                                                   | Harrie Lavreysen Nederländerna | Mateusz Rudyk Polen                                                                        | Mateusz Rudyk Polen          | Rayan Helal Frankrike                                                                   | Rayan Helal Frankrike            |
| Lagsprint                  | Nederländerna Jeffrey Hoogland Harrie Lavreysen Roy van den Berg Tijmen van Loon | 42,325                         | Storbritannien Jack Carlin Alistair Fielding Hamish Turnbull Joseph Truman                 | 43,565                       | Frankrike Timmy Gillion Melvin Landerneau Sébastien Vigier                              | 43,332                           |
| Lagförföljelse             | Italien Filippo Ganna Francesco Lamon Jonathan Milan Manlio Moro Simone Consonni | 3.47,667                       | Storbritannien Daniel Bigham Charlie Tanfield Ethan Vernon Oliver Wood                     | 3.48,800                     | Frankrike Thomas Denis Corentin Ermenault Quentin Lafargue Benjamin Thomas Adrien Garel | 3.49,837                         |
| Keirin                     | Harrie Lavreysen Nederländerna                                                   | Harrie Lavreysen Nederländerna | Patryk Rajkowski Polen                                                                     | Patryk Rajkowski Polen       | Jeffrey Hoogland Nederländerna                                                          | Jeffrey Hoogland Nederländerna   |
| Omnium                     | Benjamin Thomas Frankrike                                                        | 162 poäng                      | Simone Consonni Italien                                                                    | 146 poäng                    | William Perrett Storbritannien                                                          | 136 poäng                        |
| Madison                    | Tyskland Roger Kluge Theo Reinhardt                                              | 43 poäng                       | Italien Simone Consonni Michele Scartezzini                                                | 34 poäng                     | Frankrike Donavan Grondin Benjamin Thomas                                               | 32 poäng                         |
| 1000 m tidslopp[N]         | Jeffrey Hoogland Nederländerna                                                   | 58,203                         | Alejandro Martínez Spanien                                                                 | 59,687                       | Maximilian Dörnbach Tyskland                                                            | 59,778                           |
| Individuell förföljelse[N] | Jonathan Milan Italien                                                           | 4.03,744                       | Daniel Bigham Storbritannien                                                               | 4.05,860                     | Tobias Buck-Gramcko Tyskland                                                            | 4.09,796                         |
| Poänglopp[O]               | Simone Consonni Italien                                                          | 54 poäng                       | Albert Torres Spanien                                                                      | 51 poäng                     | Donavan Grondin Frankrike                                                               | 48 poäng                         |
| Scratch[O]                 | Oliver Wood Storbritannien                                                       | Oliver Wood Storbritannien     | Roy Eefting Nederländerna                                                                  | Roy Eefting Nederländerna    | Donavan Grondin Frankrike                                                               | Donavan Grondin Frankrike        |
| Elimineringslopp[O]        | Tim Torn Teutenberg Tyskland                                                     | Tim Torn Teutenberg Tyskland   | Rui Oliveira Portugal                                                                      | Rui Oliveira Portugal        | Philip Heijnen Nederländerna                                                            | Philip Heijnen Nederländerna     |
| Damer                      |                                                                                  |                                |                                                                                            |                              |                                                                                         |                                  |
| Sprint                     | Lea Friedrich Tyskland                                                           | Lea Friedrich Tyskland         | Pauline Grabosch Tyskland                                                                  | Pauline Grabosch Tyskland    | Sophie Capewell Storbritannien                                                          | Sophie Capewell Storbritannien   |
| Lagsprint                  | Tyskland Lea Friedrich Pauline Grabosch Emma Hinze Alessa-Catriona Pröpster      | 46,865                         | Storbritannien Lauren Bell Emma Finucane Katy Marchant Sophie Capewell                     | 47,639                       | Nederländerna Kyra Lamberink Hetty van de Wouw Steffie van der Peet                     | 47,431                           |
| Lagförföljelse             | Storbritannien Katie Archibald Neah Evans Josie Knight Anna Morris Elinor Barker | 4.13,890                       | Italien Martina Alzini Elisa Balsamo Martina Fidanza Vittoria Guazzini Letizia Paternoster | 4.16,018                     | Tyskland Franziska Brauße Lisa Klein Mieke Kröger Laura Süßemilch                       | 4.14,402                         |
| Keirin                     | Lea Friedrich Tyskland                                                           | Lea Friedrich Tyskland         | Emma Finucane Storbritannien                                                               | Emma Finucane Storbritannien | Emma Hinze Tyskland                                                                     | Emma Hinze Tyskland              |
| Omnium                     | Katie Archibald Storbritannien                                                   | 155 poäng                      | Daria Pikulik Polen                                                                        | 124 poäng                    | Lotte Kopecky Belgien                                                                   | 124 poäng                        |
| Madison                    | Storbritannien Katie Archibald Elinor Barker                                     | 38 poäng                       | Frankrike Victoire Berteau Clara Copponi                                                   | 25 poäng                     | Italien Elisa Balsamo Vittoria Guazzini                                                 | 19 poäng                         |
| 500 m tidslopp[N]          | Emma Hinze Tyskland                                                              | 32,947                         | Taky Marie-Divine Kouamé Frankrike                                                         | 33,390                       | Hetty van de Wouw Nederländerna                                                         | 33,554                           |
| Individuell förföljelse[N] | Franziska Brauße Tyskland                                                        | 3.20,101                       | Josie Knight Storbritannien                                                                | 3.23,613                     | Mieke Kröger Tyskland                                                                   | 3.24,895                         |
| Poänglopp[O]               | Anita Stenberg Norge                                                             | 56 poäng                       | Shari Bossuyt Belgien                                                                      | 42 poäng                     | Marie Le Net Frankrike                                                                  | 34 poäng                         |
| Scratch[O]                 | Maria Martins Portugal                                                           | Maria Martins Portugal         | Eukene Larrarte Spanien                                                                    | Eukene Larrarte Spanien      | Daria Pikulik Polen                                                                     | Daria Pikulik Polen              |
| Elimineringslopp[O]        | Lotte Kopecky Belgien                                                            | Lotte Kopecky Belgien          | Valentine Fortin Frankrike                                                                 | Valentine Fortin Frankrike   | Maike van der Duin Nederländerna                                                        | Maike van der Duin Nederländerna |

- Cyklister skrivna i kursiv stil tävlade endast i omgångarna innan finalen.
- N  Dessa grenar finns inte med i OS.
- O  I OS finns dessa grenar endast med i kombinationsgrenen omnium.

## Medaljtabell
| Nr                   | Nation               | Guld | Silver | Brons | Totalt |
| -------------------- | -------------------- | ---- | ------ | ----- | ------ |
| 1                    | Tyskland             | 7    | 1      | 5     | 13     |
| 2                    | Storbritannien       | 4    | 6      | 2     | 12     |
| 3                    | Nederländerna        | 4    | 1      | 5     | 10     |
| 4                    | Italien              | 3    | 3      | 1     | 7      |
| 5                    | Frankrike            | 1    | 3      | 7     | 11     |
| 6                    | Belgien              | 1    | 1      | 1     | 3      |
| 7                    | Portugal             | 1    | 1      | 0     | 2      |
| 8                    | Norge                | 1    | 0      | 0     | 1      |
| 9                    | Polen                | 0    | 3      | 1     | 4      |
| 10                   | Spanien              | 0    | 3      | 0     | 3      |
| Totalt (10 nationer) | Totalt (10 nationer) | 22   | 22     | 22    | 66     |